# Jag ger mig inte
Jag ger mig inte är en låt skriven av Eva Dahlgren, och framförd av henne under svenska Melodifestivalen 1980 där bidraget slutade på sjunde plats. och inspelad av henne på albumet Eva Dahlgren från 1980. samt utgiven på singel samma år.